# Saint-Germain-le-Vasson
Saint-Germain-le-Vasson is een gemeente in het Franse departement Calvados (regio Normandië) en telt 929 inwoners (2005). De plaats maakt deel uit van het arrondissement Caen.

Gemeentehuis
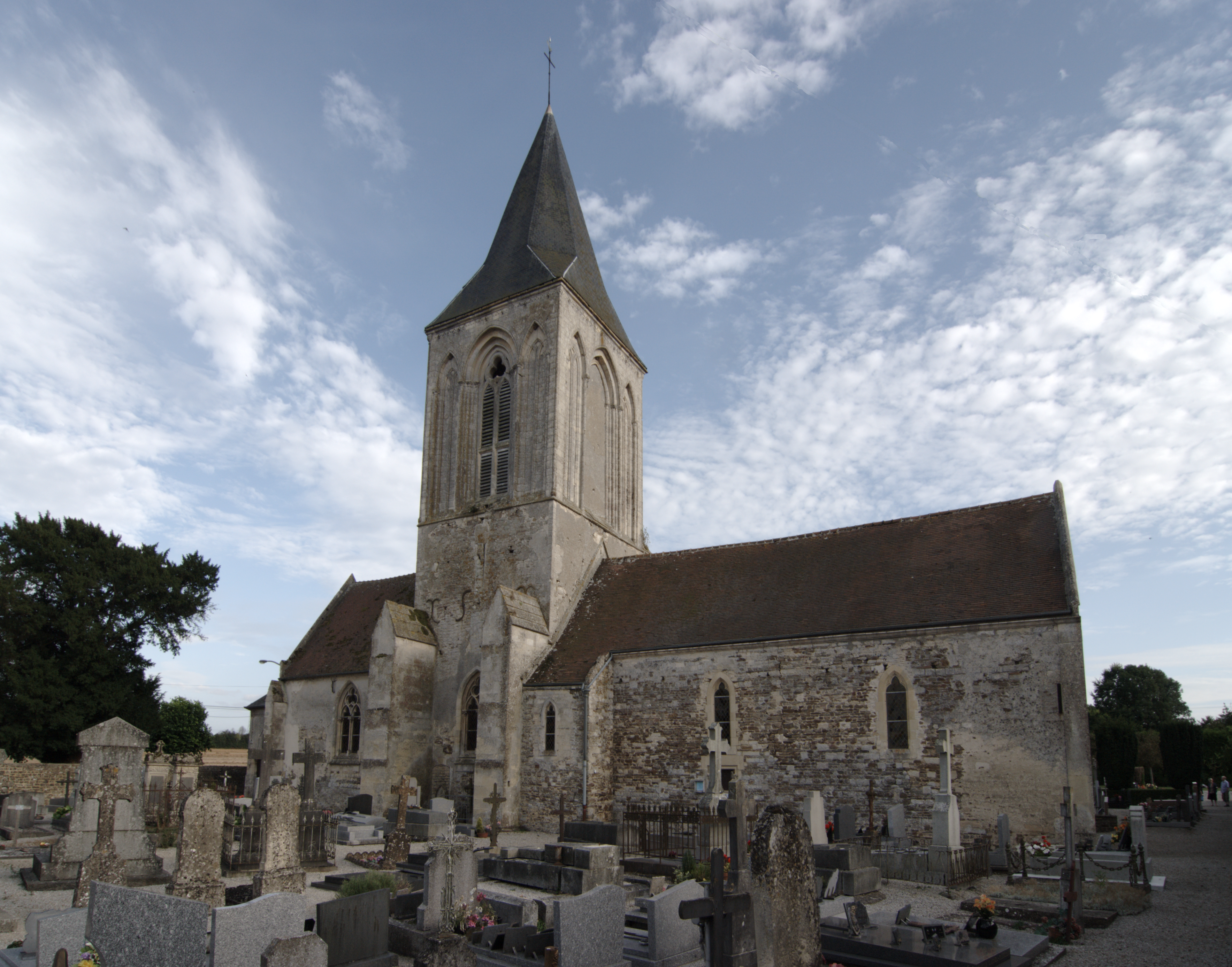
Kerk van Saint-Germain-le-Vasson

## Geografie
De oppervlakte van Saint-Germain-le-Vasson bedraagt 9,4 km², de bevolkingsdichtheid is 98,8 inwoners per km².
De onderstaande kaart toont de ligging van Saint-Germain-le-Vasson met de belangrijkste infrastructuur en aangrenzende gemeenten.

## Demografie
Onderstaande figuur toont het verloop van het inwonertal (bron: INSEE-tellingen).
Vanwege een beveiligingsprobleem met de MediaWiki Graph-software is het momenteel niet mogelijk deze grafiek weer te geven. Zodra de software is bijgewerkt zal de grafiek vanzelf weer zichtbaar worden.
1. ↑  Populations de référence 2022.